# Liste der Naturdenkmale in Daun
Die Liste der Naturdenkmale in Daun nennt die im Gemeindegebiet von Daun ausgewiesenen Naturdenkmale (Stand 4. Juni 2024).

## Naturdenkmale
| Nr.         | Bezeichnung                             | Lage                                                                          | Beschreibung | Bild                                    |
| ----------- | --------------------------------------- | ----------------------------------------------------------------------------- | --- | --------------------------------------- |
| ND-7233-013 | Pützborner Eiche am alten Dauner Weg    | Pützborn, Gerolsteiner Straße, bei Nr. 54 Lage                                | Quercus robur, um 1800 gepflanzt, 17 m hoch bei 2,45 m Brusthöhenumfang und 18 m Kronendurchmesser                                                           | Direkt Bild zu diesem Denkmal hochladen |
| ND-7233-057 | Gipfel des Riemerich                    | Neunkirchen, westlich des Ortes; Abteilung Remerich Lage                      | bewaldete Bergkuppe mit Basaltlava und Tufffelsen; flächenhaftes Naturdenkmal, ca. 0,25 ha                                                                   | Direkt Bild zu diesem Denkmal hochladen |
| ND-7233-058 | Lavafelsen am Firmerich                 | Boverath, südwestlich des Ortes; Abteilung Am Förmerich Lage                  | langgestreckter Felszug; flächenhaftes Naturdenkmal | Direkt Bild zu diesem Denkmal hochladen |
| ND-7233-061 | Lavafelsen mit Blockfeld am Asseberg    | Waldkönigen, südlich des Ortes; Abteilungen Leeren und Auf Fels Lage          | mehrere langgestreckte Felszüge auf der Südwestseite des Assebergs; flächenhaftes Naturdenkmal                                                               | Direkt Bild zu diesem Denkmal hochladen |
| ND-7233-064 | Die Kopp                                | Daun, nördlich der Stadt, Abteilung Kolwerath am Köpfchen Hunert Lage         | tertiärer Basaltgipfel; flächenhaftes Naturdenkmal | Direkt Bild zu diesem Denkmal hochladen |
| ND-7233-067 | Basaltlavakopf Auf der Wacht            | Waldkönigen, westlich des Ortes; Abteilung Gemeinde Wildland in der Boos Lage | Basaltkopf; flächenhaftes Naturdenkmal, ca. 0,3 ha | Direkt Bild zu diesem Denkmal hochladen |
| ND-7233-099 | Alter Birnbaum                          | Steinborn, Steinborner Straße, bei Nr. 32 Lage                                | Pyrus communis, um 1880 gepflanzt, 15 m hoch bei 1,9 m Brusthöhenumfang und 11 m Kronendurchmesser                                                           | Direkt Bild zu diesem Denkmal hochladen |
| ND-7233-101 | Wacholdergebiet Rengen                  | Rengen, nördlich des Ortes; Flur Rahmberg Lage                                | Wacholderheide; flächenhaftes Naturdenkmal, ca. 1,2 ha | Direkt Bild zu diesem Denkmal hochladen |
| ND-7233-106 | Gipfel des Scharteberges                | Steinborn, westlich des Ortes; Abteilung Scharteberg Lage                     | Basaltkuppe mit Blockfeld und Lavafelsengruppe; flächenhaftes Naturdenkmal, ca. 50 ha; teilweise zu Kirchweiler                                              | mehr Fotos \| Fotos hochladen           |
| ND-7233-112 | Eiche                                   | Neunkirchen, südöstlich des Ortes an der L 28 Lage                            | Quercus robur, um 1750 gepflanzt, 16 m hoch bei 2,4 m Brusthöhenumfang                                                                                       | Direkt Bild zu diesem Denkmal hochladen |
| ND-7233-117 | Zwei Buchen                             | Neunkirchen, westlich des Ortes an der K 33; Flur Ober der Straßheck Lage     | Fagus sylvatica, zwei von ursprünglich fünf Bäumen, um 1750 gekeimt, bis 28 m hoch                                                                           | Direkt Bild zu diesem Denkmal hochladen |
| ND-7233-124 | Alter Baumbestand                       | Daun, Bitburger Straße, auf dem evangelischen Friedhof Lage                   | Picea abies, vier Bäume, und Tilia sp., drei Bäume, um 1850 gepflanzt                                                                                        | Direkt Bild zu diesem Denkmal hochladen |
| ND-7233-150 | Huteeiche im Langseitert                | Neunkirchen, westlich des Ortes; Abteilung Im Langseitert Lage                | Quercus robur, um 1700 gekeimt, 22 m hoch bei 3,5 m Brusthöhenumfang und 16 m Kronendurchmesser                                                              | Direkt Bild zu diesem Denkmal hochladen |
| ND-7233-166 | Gipfel des Nerother Kopfes              | Neunkirchen, westlich des Ortes; Abteilung Nerother Kopf Lage                 | Bergkuppe mit Lavafelsen, Burgruine Freudenkoppe und Mühlsteinhöhle; flächenhaftes Naturdenkmal, ca. 1,9 ha; Teilfläche des Naturschutzgebiets Nerother Kopf | mehr Fotos \| Fotos hochladen           |
| ND-7233-186 | Schöne Eiche am Weg vor Nück            | Neunkirchen, westlich des Ortes; Flur Eschenweg Lage                          | Quercus robur, um 1860 gepflanzt, 16 m hoch bei 3,5 m Brusthöhenumfang und 18 m Kronendurchmesser                                                            | Direkt Bild zu diesem Denkmal hochladen |
| ND-7233-194 | Bergahorn im Burgbering der Dauner Burg | Daun, innerhalb der Burg Lage                                                 | Acer platanoides, vor 1800 gekeimt | Direkt Bild zu diesem Denkmal hochladen |
| ND-7233-203 | Esche an der alten Steinborner Schule   | Steinborn, Steinborner Straße, bei Nr. 36 Lage                                | Fraxinus excelsior, um 1840 gepflanzt | Direkt Bild zu diesem Denkmal hochladen |

## Ehemalige Naturdenkmale
| Nr. | Bezeichnung       | Lage                              | Beschreibung                                    | Bild            |
| --- | ----------------- | --------------------------------- | ----------------------------------------------- | --------------- |
|     | Steinborner Drees | Steinborn, auf dem Dorfplatz Lage | Mineralquelle; Rechtsverordnung 2002 aufgehoben | Fotos hochladen |